# Amstel Gold Race 1998
L'Amstel Gold Race 1998 fou la 33a edició de l'Amstel Gold Race. La cursa es disputà el 25 d'abril de 1998, sent el vencedor final el suís Rolf Jaermann, que s'imposà a l'esprint al seu company d'escapada en la meta de Maastricht.
193 ciclistes hi van prendre part, acabant la cursa 84 d'ells.

## Classificació final
|    | Ciclista             | Equip             | Temps      |
| -- | -------------------- | ----------------- | ---------- |
| 1  | Rolf Jaermann        | Casino            | 6h 43' 20" |
| 2  | Maarten den Bakker   | Rabobank          | m. t.      |
| 3  | Michele Bartoli      | Asics-C.G.A.      | + 21"      |
| 4  | Michael Boogerd      | Rabobank          | + 21"      |
| 5  | Bo Hamburger         | Casino            | + 21"      |
| 6  | Germano Pierdomenico | Cantina Tollo     | + 32"      |
| 7  | Laurent Dufaux       | Team Telekom      | m. t.      |
| 8  | Andrei Txmil         | Lotto             | + 2' 27"   |
| 9  | Alberto Elli         | Casino            | m. t.      |
| 10 | Andrea Ferrigato     | Vitalicio Seguros | m. t.      |